# 14002 Johngoodhue
14002 Johngoodhue eller 1993 LW1 är en asteroid i huvudbältet som upptäcktes den 15 juni 1993 av den amerikanske astronomen Henry E. Holt vid Palomarobservatoriet. Den är uppkallad efter John Goodhue.
Asteroiden har en diameter på ungefär 5 kilometer.